# Баварская война (1459 — 1463)
Баварская война (нем. Städtekrieg) также известная как Война принцев (нем. Fürstenkrieg) — серия вооружённых конфликтов, между коалициями князей и городов, которые группировались в имперскую и антиимперскую партию, происходивших на территории южной Германии с 1458 по 1463 год.
Имперскую партию возглавлял курфюрст Бранденбурга Альбрехтом III из дома Гогенцоллернов, а антиимперскую — герцог Баварского-Ландсхутский Людовиг «Богатый» из дома Виттельсбахов.

## История

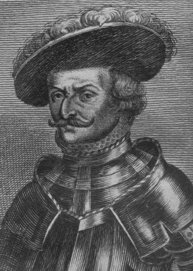
Альбрехт Ахилл

В 1458 году Людвиг IX Богатый напал на Донаувёрт, желая вернуть этот вольный имперский город Баварии. Альбрехт Ахилл Бранденбургский и Фридрих Пфальцский помогали Людвигу в этом. И, невзирая на помощь, посланную аугсбургцами, Донаувёрт после одиннадцатидневной осады сдался в октябре 1458 года.
В июне 1458 года маркграф Альбрехт Ахилл помог графу Вюртембергскому выбить пфальцский гарнизон из замка Виддерн на Ягте .
Из-за этого началась вражда Альбрехта Ахилла с Фридрихом Пфальцским. После того, как Альбрехт Ахилл (как бургграф Нюренбергский) получил у императора Фридриха III полномочия судить население северо-баварских округов, он поссорился с Людвигом Баварским. Курфюрст Баварии настаивал, что данная привилегия полученная Альбрехтом Ахиллом противоречит закону и поэтому не действительна.
В ответ в феврале 1459 года на эсслингенском сейме донаувёртское дело было рассмотрено не в пользу Людвига. Фридрих III за захват Донаувёрта наложил на Людвига имперскую опалу, и поручил Альбрехту исполнение вердикта сейма и освобождение города.
В империи назревало размежевание князей. Папа римский пытался избежать войны и направить энергию против турок. Но стороны готовились к борьбе. Так Фридрих Пфальцский 15 апреля 1459 года ездил в Чехию и вёл переговоры с Георгием Подебрадом. Предлагая тому за поддержку венец римского императора.
На новом съезде в Нюрнберге князья почти договорились решить донаувёртское дело, но на этом съезде обсуждали взаимоотношения Фридриха Пфальцского с соседями. На этом заседании Альбрехт Ахилл предъявил грамоту императора по которой он как бургграф Нюрнберга объявлялся имперским градоначальником. Грамота, а также выявленное на съезде стремление поссорить Фридриха и Людвига привели вызвали их гнев. Людвиг Богатый, увидев грамоту, разорвал её. Данное событие послужило началом военных действий.
Против Фридриха Пфальцского и Людвига Богатого выступила широкая коалиция недовольных ими князей. В неё входило 18 князей империи: герцогов, маркграфов и графов, в том числе новый архиепископ Майнца Дитер фон Изенбург, маркграф Бранденбурга Альбрехт Ахилл, Людвиг I Чёрный Пфальц-Цвейбрюккенский, маркграф Карл Баденский, граф Ульрих Вюртембергский и епископ Георг Мецский.
4 июля 1460 года в битве при Пфеддерсхайме Фридрих, объединившись с Людвигом Гессенским, одержал победу над двукратно превосходившим его противником (войска архиепископа Майнца и Людвига Чёрного). Иоанн Нассауский, Оттон Геннеберг, Филипп Лайнинген, Дитрих Рункель и ещё 150 рыцарей попали в плен к Фридриху Победоносному. 18 июля 1460 года начались переговоры., а 4 августа Фридрих при посредничестве Карла Баденского заключил мир с Дитером Майницкий. С Ульрихом Вюртембергским мир был заключён 8 августа 1460 года. В 1460 году казалось, что Людвиг Богатый одержал победу: его армия глубоко проникла в земли Альберта Ахилла и вынудила его согласиться на передачу территории, известную как «Приговор Рота». Герцог Баварский также напал на епископство Эйхштетт.
Осенью 1461 года, правление маркграфа Альбрехта было под угрозой больше, чем когда-либо прежде. Но он сохранил самообладание, избежал немедленного столкновения со своими противниками и ждал дальнейшего развития событий в Швабии. На стороне Альберта Ахиллеса было достаточно союзников, чтобы отвергнуть решение о капитуляции.
Людвиг Гессенский, после поражения осаждённый в Мейзенхайме, продолжал борьбу. Лишь 30 июля 1461 маркграф Бадена убедил его и графа Лейнингена заключить мир и признать сюзеренитет Фридриха.
Разбив большинство противников на Рейне Фридрих Победоносный в 1461 году пришёл на помощь Людвигу Богатому. Тем временем Людвиг продолжал атаковать нейтральные города. Некоторые из них он полностью уничтожил. В этот момент в войну вмешался император и поручил королю Богемии провести умиротворение Людвига. Богемцы вторглись в Баварию весной 1462 года и несмотря на отчаянное сопротивление местного населения вскоре захватили Зехземтерланд и сожгли Вайсенштадт. Однако им не удалось овладеть 
Тем временем баварцам и их союзникам удалось выиграть в двух важных сражения: битва при Зеккенхайме в июне 1462 года, когда союзнику Людовика Фридриху «Победоносному» удалось взять в плен имперских капитанов Карла Баден-Баденского и Ульриха V Вюртембергского, а также битву при Гейнгене в которой армия маркграфа Бранденбургского по большей части погибла, а остальные обратились в бегство.
Из-за того, что обе стороны были истощены боевыми действиями, было принято решение начать переговоры о прекращении огня в Праге.

## Итоги
Баварская война была результатом экспансионистских амбиций двух враждующих группировок германских князей. В 1463 году был заключён Пражский мир. Несмотря на победы, одержанные баварцами и их союзниками, Людовик Богатый был вынужден отказаться от своих завоеваний. Донаувёрт, из-за захвата которого начался конфликт, был признан имперским городом.